# فال قهوه

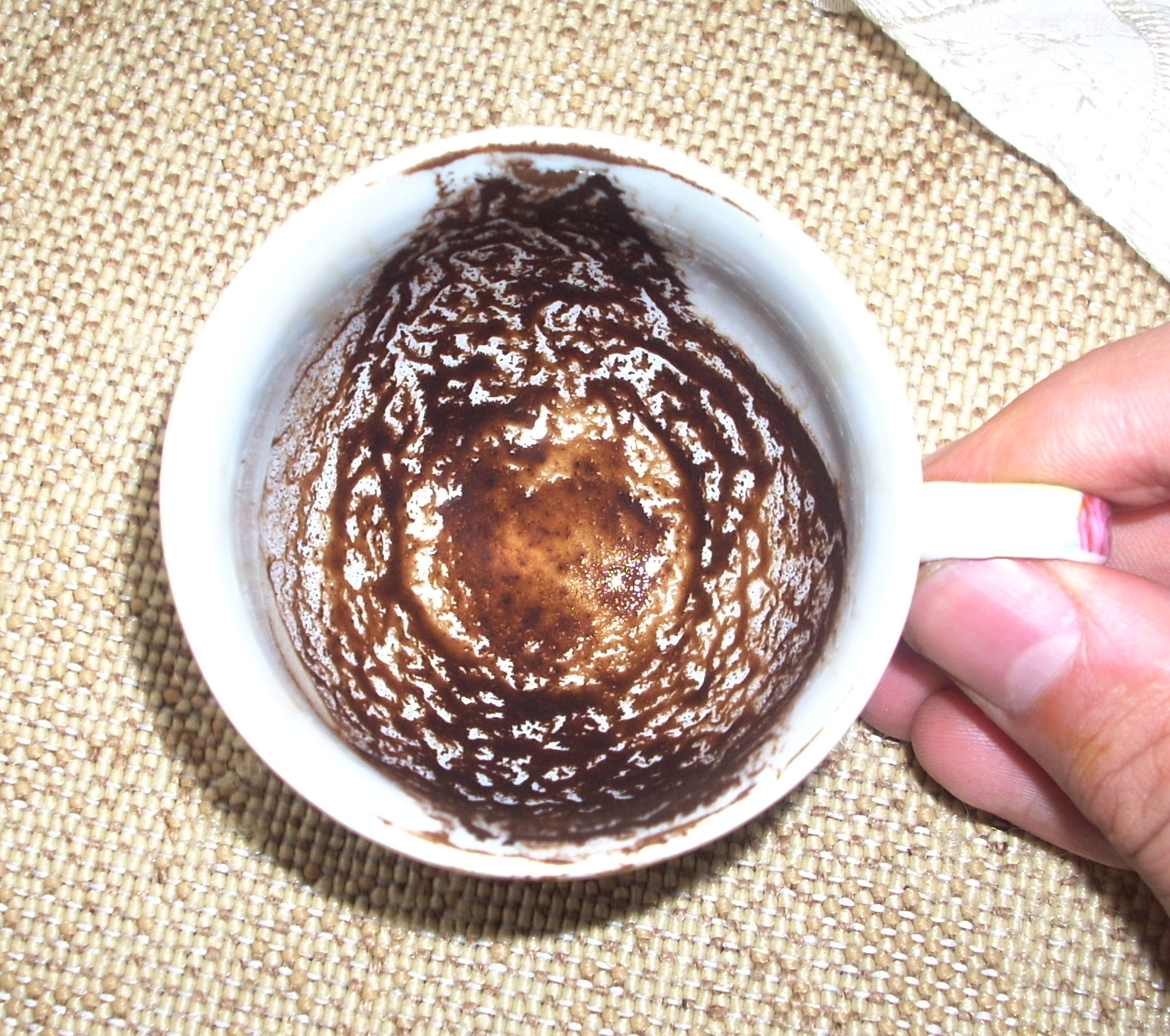
فال قهوه

فال قهوه یکی از روش‌ های پرطرفدار فال‌گیری و پیشگویی با استفاده از ته‌ مانده قهوه ای که نوشیده شده‌ است می باشد. معمولاً برای این کار از قهوه ترک استفاده می‌ کنند . 

خواندن علایم چای و قهوه به نام تاسیوگرافی (Tasseography) شهرت دارند که از لغت عربی « طاسه » به معنای فنجان گرفته شده‌ است . فال بینی با قهوه به خصوص در میان اهالی یونان ، ایران ، ارمنستان ، روسیه و یوگسلاوی رواج داشته و دارد . 

فالگیری با قهوه در کشور ها و مناطق جهان راه و رسم‌ های گوناگونی دارد ، ولی عموماً به این ترتیب است که بخش بیشتر مایع ته قهوه را می‌ نوشند و مخلوط غلیظی از قهوه و آب در ته فنجان به جا می‌ ماند سپس فنجان را روی نعلبکی بر می‌ گردانند . پس از مدتی آن را بر می‌ دارند و فالگیر به شکل‌ هایی که در ته فنجان درست شده نگاه می‌ کند و با اشاره به شکل‌ ها که آن ها را به انسان و حیوان و درخت و چیز های دیگر تشبیه می‌ کند نکاتی را در مورد زندگی و گذشته و حال و آینده کسی که قهوه را خورده بیان می‌ کند .

## فال تفاله چای
فال تُفاله چای نوعی پیشگویی به وسیله فنجان چای است به گونه‌ ای که قبل از خوردن چای درون فنجان نیت کرده و پس از خوردن آن مقداری از مایع چای را باقی می‌ گذارند به طوری که تفاله‌ های چای درون آن جا به جا شوند سپس با توجه به اشکالی که تفاله‌ ها با جا به جا شدن می‌ سازند و تعبیر آن اشکال به پیشگویی می‌ پردازند این نوع پیشگویی در ایران و انگلستان بسیار مرسوم است . 